# Julia Volkovová
Julia Volkovová (rusky Ю́лия Оле́говна Во́лкова, Julia Olegovna Volkova; * 20. února 1985 Moskva) je ruská zpěvačka, bývalá členka dívčího hudebního dua t.A.T.u. Volkovová je známá pro svůj charakteristický hlas.

## Životopis
Narodila se v Moskvě. Její otec je ruský podnikatel Oleg Viktorovič Volkov a matka kadeřnice Larissa Viktorovna Volkovová. Již v šesti letech začala navštěvovat základní uměleckou školu, hru na piano a herectví. V jedenácti letech přestoupila na uměleckou školu pro nadané talenty v Moskvě. Je hudebně a herecky vzdělaná a vystudovala Státní hudební a hereckou universitu v Moskvě. V roce 1999 vyhrála konkurz spolu s Lenou Katinovou na ruské popové duo t.A.T.u.
V květnu 2004 ohlásila, že je těhotná se svým dlouhodobým přítelem Pavlem (Pašou) Sidorovem. Její první dítě se narodilo 23. září 2004 a dostalo jméno Viktoria. Následně se rozešla se Sidorovem na jaře roku 2005, ale nezůstala sama nadlouho. Při natáčení nového alba t.A.T.u. navázala vztah s rusko-americkým podnikatelem Tigranem.[zdroj?]
V roce 2011 vydala singl „All Because of You“ v ruštině „Sdvinu mir“. Hned poté navázaly singly „Rage“ nebo „Woman All The Way Down“.[zdroj?]
V roce 2012 se prostřednictvím ruského národního kola pokoušela reprezentovat svoji zemi na Eurovizi a to v duetu s bývalým vítězem soutěže Dimou Bilanem. Julia již na Eurovision Song Contest vystoupila v roce 2003 jako členka t.A.T.u. V součtu hlasování televizních diváků a porotců nakonec skončila v národním kole na druhém místě.
Jako t.A.T.u. znovu vystoupily v roce 2012 po 3 letech v rumunské verzi The Voice, také v roce 2013 a v roce 2014 na zahajovacím ceremoniálu Olympiády v Soči, kdy zveřejnily videoklip s názvem Любовь в каждом мгновении (Love In Every Moment). Poté ohlásily rozpad a Julia vydala novou píseň Stand up.[zdroj?]
Julia má dnes[kdy?] velmi poškozený hlas.[zdroj?] Po operaci v roce 2012 je její hlas velmi hluboký a doslova vyřvaný. Sama řekla, že Nas ně dogonjat by dokázal zazpívat málokdo. Dnes[kdy?] již je její hlas lepší a vypadá to s ní velmi dobře.[zdroj?]
Juila v roce 2010 konvertovala k islámu, v roce 2017 pak zpět k ruské pravoslavné církvi.
V parlamentních volbách v Rusko v roce 2021 chtěla kandidovat za vládnoucí Jednotné Rusko. V primárních volbách však nezískala dostatečnou podporu, aby se na kandidátku dostala.